# Petrus Camper
Pour les articles homonymes, voir Camper.
Petrus, Pierre ou Peter Camper est un médecin, naturaliste et biologiste néerlandais, né le 11 mai 1722 à Leyde dans l'actuelle Hollande-Méridionale et mort le 7 avril 1789 à La Haye.

## Biographie
Élève brillant, il étudie les sciences, la philosophie et le dessin. Parmi ses professeurs, il faut signaler Pieter van Musschenbroek (1692-1761) et Willem Jacob 's Gravesande (1688-1742) pour la physique et les mathématiques, Herman Boerhaave (1668-1738) ou Hieronymus David Gaubius (1705-1780) pour la médecine.
Il obtient un titre de docteur en médecine à 24 ans. Il voyage alors en Europe et visite l'Allemagne, l'Angleterre, la France et la Suisse. L'université de Franeker le nomme professeur de philosophie, d'anatomie et de chirurgie en 1750.
En 1755, il s'installe à Amsterdam et occupe une chaire d'anatomie et de chirurgie, plus tard complété par une chaire de médecine.
Il se retire en 1760 pour se consacrer à la recherche scientifique. Mais trois ans plus tard, il prend la chaire d'anatomie, de chirurgie et de botanique à l'université de Groningue avant de se retirer en 1773.
Il poursuit ses recherches tout en faisant de fréquents voyages à travers l'Europe. Il prend part aussi à la vie politique de son pays et fut membre du conseil d'État des Provinces-Unies.
Camper était membre associé de l'Académie française des sciences : Nicolas de Condorcet et Félix Vicq d'Azyr ont composé son Éloge.

## Travaux
Parmi ses travaux, il faut citer ceux portant sur l'ostéologie des oiseaux ou sur l'anatomie de l'orang-outan (il démontre qu'il ne s'agit en rien d'un être humain dégénéré comme on le pensait alors mais bien d'une espèce différente de la nôtre). Il publie une grande quantité de mémoires sur les sujets les plus variés : l'audition chez les poissons, la meilleure forme possible pour les souliers, la rage, la construction des digues, etc. Camper découvrit la présence de l'air dans les cavités intérieures du squelette des oiseaux, et fut un des premiers à s'occuper d'anatomie comparée et de paléontologie.
Il a composé un grand nombre de traités et de mémoires sur la médecine, la chirurgie, la physiologie.
Georges Cuvier (1769-1832) aura un jugement dur sur son œuvre : Camper porta, pour ainsi dire en passant, le coup d'œil du génie sur une foule d'objets intéressants, mais presque tous ses travaux ne furent que des ébauches.

### Craniologie
Il est aussi l'auteur de la théorie des angles faciaux, dont le principal est mesuré suivant deux lignes : la première va du trou de l'oreille à la mâchoire supérieure, l'autre partant du front jusqu'à la mâchoire supérieure. Selon lui, les statues antiques présentent un angle de 90°, la face des Européens de 80°, celle des noirs de 70°, celle de l'orang-outan de 58°. Les conférences qu'il donne à l'Athenaeum Illustre sont très suivies, et Cornelis Ploos van Amstel en fait le rapport complet. Ses recherches seront reprises par d'autres comme Cuvier, Étienne Geoffroy Saint-Hilaire (1772-1844) ou Paul Broca (1824-1880). Ce type de théorie, visant à établir « scientifiquement » des différences entre les races humaines, est typique de l'histoire naturelle des XVIIIe et XIXe siècles.

### Racisme scientifique
Il est surtout connu pour avoir essayé de mesurer le degré d'intelligence par le plus ou moins d'ouverture à l'angle facial.
De même ses gravures «cherchent à mettre en relief ce qu’il théorise comme les différents angles faciaux des individus, censés représenter le degré de primitivisme, de beauté et d’animalité de chacun», écrit Delphine Peiretti-Courtis dans Corps noirs et médecins blancs : La fabrique du préjugé racial, XIXe – XXe siècles.
En raison de son ordonnancement horizontal, son nouveau paradigme de l’angle facial présent dans sa Dissertation sur les variétés naturelles qui caractérisent la physionomie des hommes des divers climats et des différents âges (1791) postule qu’on peut suivre une logique évolutionniste, qui dans un sens, entraîne la race blanche vers sa perfection, et dans l’autre, vers sa dégénération. Ses schémas de crânes ont fini par imposer l’idée d’une hiérarchie des types humains comprise entre le singe et l’Apollon du Belvédère, où le type européen se trouve placé du côté du dieu grec et le type africain du côté du singe. Dans sa planche V, Camper compare les crânes au chef-d'œuvre sculpté de l'Apollon du Belvédère, alors que ontologiquement, ce ne sont pas des corps comparables. De plus, une statue ne possède pas de crâne. Ce problème soulève l’aspect fictif de sa théorie, aspect qui n’a traditionnellement pas sa place dans le domaine scientifique. 

### Publications
Les principaux cités au XIXe siècle par le Dictionnaire Bouillet sont : 
- Démonstrations anatomicx-pathologicœ, Amsterdam, 1760-1762 ;
- Dissertation sur les différences des traits du visage ;
- Discours sur l'art de juger les passions de l'homme par les traits de son visage ;
- Dissertation sur les variétés naturelles de l'espèce humaine.

Hendrik Jansen a publié une traduction de ses Œuvres sur l'histoire naturelle, la physiologie et l'anatomie comparée, 1803, 3 volumes, in-8.